# James Cottingham
Pas d'image ? Cliquez ici
James Cottingham, né le 21 janvier 1984 au Royaume-Uni, est un pilote automobile et homme d'affaires britannique. Il participe à des courses de voiture de Grand tourisme dans des championnats tels que le Championnat du monde d'endurance FIA pour l'écurie américaino-britannique United Autosports.

## Palmarès

### Championnat du monde d'endurance FIA
| Année | Écurie            | Voiture          | Classe | Pneus | 1   | 2   | 3   | 4   | 5   | 6   | 7   | 8   | Total | Pos. |
| ----- | ----------------- | ---------------- | ------ | ----- | --- | --- | --- | --- | --- | --- | --- | --- | ----- | ---- |
| 2024  | United Autosports | McLaren 720S GT3 | LMGT3  | G     | QAT | IMO | SPA | LMS | SÃO | CDM | FUJ | BHR | *     | *    |

* Saison en cours.

### Asian Le Mans Series
| Année     | Écurie             | Châssis          | Moteur                          | Classe | Pneus | 1      | 2     | 3        | 4     | 5      | Position | Points |
| --------- | ------------------ | ---------------- | ------------------------------- | ------ | ----- | ------ | ----- | -------- | ----- | ------ | -------- | ------ |
| 2023-2024 | Optimum Motorsport | McLaren 720S GT3 | McLaren M840T 4,0 l V8 Bi-Turbo | LMGT3  | M     | SEP 13 | SEP 5 | DUB Abd. | ABU 4 | ABU 11 | 13e      | 22     |